# Kirchdorf an der Krems (gemeente)
Kirchdorf an der Krems is een gemeente in de Oostenrijkse deelstaat Opper-Oostenrijk, gelegen in het district Kirchdorf an der Krems (KI). De gemeente heeft ongeveer 4100 inwoners.

## Geografie
Kirchdorf an der Krems heeft een oppervlakte van 3 km². Het ligt in het zuiden van de deelstaat Opper-Oostenrijk, ten zuiden van de stad Wels.

## Geboren
- Clemens Doppler (1980), beachvolleyballer

Edlbach · Grünburg · Hinterstoder · Inzersdorf im Kremstal · Kirchdorf an der Krems · Klaus an der Pyhrnbahn · Kremsmünster · Micheldorf in Oberösterreich · Molln · Nußbach · Oberschlierbach · Pettenbach · Ried im Traunkreis · Roßleithen · Rosenau am Hengstpaß · Schlierbach · Spital am Pyhrn · St. Pankraz · Steinbach am Ziehberg · Steinbach an der Steyr · Vorderstoder · Wartberg an der Krems · Windischgarsten
- Gemeinsame Normdatei: 4223593-5
- Library of Congress Control Number: n84239402
- MusicBrainz: 536beca3-3e7f-4e13-a97a-348c79c0d4ca
- Nationale Bibliotheek van Tsjechië: ge1064115
- Nationale Bibliotheek van Israël: 987007562219205171
- Virtual International Authority File: 136098985